# Coroza (capa)

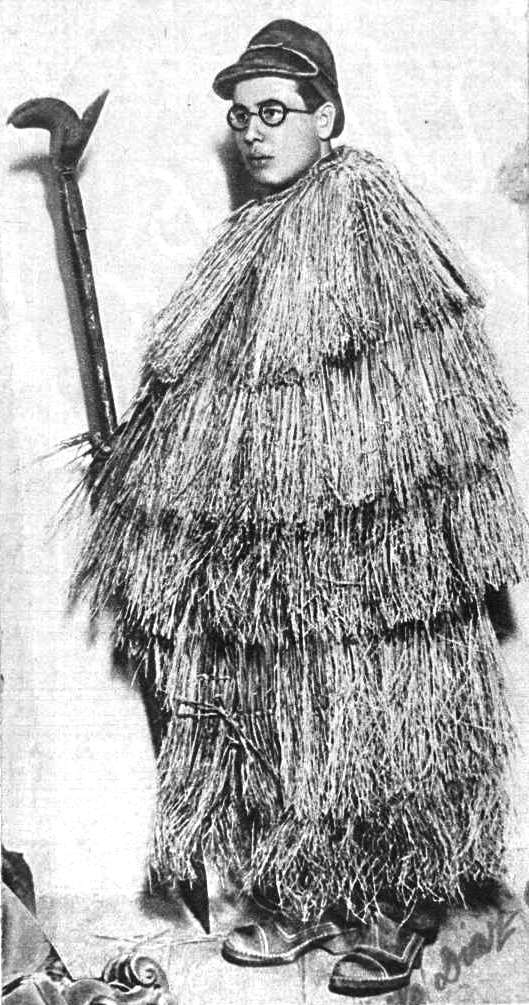
Francisco Fernández del Riego vestido con una coroza, 1934.

Una coroza es una prenda gallega hecha de juncos que se usa para protegerse de la lluvia.

## Descripción y uso
Está compuesto de tres partes, una exterior que cubre los hombros y llega hasta la cintura, y dos interiores que parten de los hombros y llegan hasta los pies. En la parte inferior de las piernas se colocan unas polainas y para los pies botas de cuero con suela de madera. La cabeza se cubre de una caparucha del mismo material.
Esta prenda cayó en desuso, y el 6 de marzo de 2018 falleció en Castro, Carballedo, Alejandro Regal Regal, el último fabricante de corozas de la comarca de Chantada y, quizás, el último de Galicia.